# جوزف بیشارا
جوزف بیشارا (انگلیسی: Joseph Bishara؛ زادهٔ ۲۶ ژوئیهٔ ۱۹۷۰) آهنگ‌ساز و بازیگر اهل ایالات متحدهٔ آمریکا است.

## فعالیت

### سینما
| نام                   | سمت             | کارگردان        | سال  |
| --------------------- | --------------- | --------------- | ---- |
| توطئه‌آمیز             | موسیقی و بازیگر | جیمز وان        | ۲۰۱۰ |
| احضار                 | موسیقی و بازیگر | جیمز وان        | ۲۰۱۳ |
| توطئه‌آمیز: قسمت ۲     | موسیقی          | جیمز وان        | ۲۰۱۳ |
| آنابل (فیلم ۲۰۱۴)     | موسیقی و بازیگر | جان آر. لئونتی  | ۲۰۱۴ |
| توطئه‌آمیز: قسمت ۳     | موسیقی و بازیگر | لی ونل          | ۲۰۱۵ |
| آن طرف در (فیلم ۲۰۱۶) | موسیقی          | یوهانس رابرتس   | ۲۰۱۶ |
| احضار ۲               | موسیقی و بازیگر | جیمز وان        | ۲۰۱۶ |
| توطئه‌آمیز: آخرین کلید | موسیقی و بازیگر | آدام روبیتل     | ۲۰۱۸ |
| اعجوبه                | موسقی           | نیکلاس مک کارتی | ۲۰۱۹ |
| نفرین لیورونا         | موسیقی          | مایکل چاوز      | ۲۰۱۹ |
| آنابل به خانه می‌آید   | موسیقی          | گری دابرمن      | ۲۰۱۹ |
| احضار ۳               | موسیقی          | مایکل چاوز      | ۲۰۲۰ |